# Eleocharis fluctuans
Eleocharis fluctuans es una especie de plantas herbáceas de la familia de las ciperáceas. Es originaria de Brasil.
Hasta el año 2010 estaba clasificada en el género monotípico Egleria como Egleria fluctuans L.T.Eiten.

## Taxonomía
Eleocharis fluctuans fue descrita por (L.T.Eiten) Roalson & Hinchliff   y publicado en Taxon 59(3): 717. 2010.
Etimología
Eleocharis: nombre genérico compuesto que deriva del griego antiguo: heleios = "que habita en un pantano" y charis = "la gracia".
Sinonimia
- Egleria fluctuans L.T.Eiten basónimo[4]